# Oberonia pallidiflava
Oberonia pallidiflava är en orkidéart som beskrevs av Rudolf Schlechter. Oberonia pallidiflava ingår i släktet Oberonia och familjen orkidéer.
Artens utbredningsområde är Sumatera. Inga underarter finns listade i Catalogue of Life.